# Laurin Buser
Laurin Buser (* 1991 in Muttenz, Kanton Basel-Landschaft) ist ein Schweizer Slampoet, Schauspieler und Rapper.

## Leben
Laurin Buser besuchte die Rudolf-Steiner-Schule im Birseck bei Basel. Seine Eltern sind der Schauspieler und Musiker Daniel Buser und die Regisseurin Dalit Bloch. 
Er tritt seit 2007 auf Poetry Slams auf. Im selben Jahr wurde er Schweizer U20-Meister, 2010 deutschsprachiger U20-Meister im Poetry Slam. 2010 erhielt er den Förderpreis des Kantons Baselland. Buser war Gast des Internationalen Literaturfestivals in Berlin 2011, 2014 veröffentlichte er die EP Nachtaktiv. Seit 2015 bildet Laurin Buser mit Fatima Moumouni das Duo Zum Goldenen Schmied. 2017 veröffentlichte er beim Label KunstWerkStadt die EP SCHMUCK, zu der er auch Musikvideos zu den Titeln Hot, Liquid und Fahrschüler herausbrachte. Buser hat auch in mehreren Theaterstücken sowie in Videoclips mitgewirkt. Von 2017 bis 2019 war Buser tätig als Host für das Onlineformat Jäger & Sammler von Funk, ZDF. Buser ist Teil des Club d’Inspiration bei der Umweltorganisation Greenpeace Schweiz. 2022 erhielt er zusammen mit Fatima Moumouni den Salzburger Stier.

## Theater, Film und Video
- 2008: Das Herz eines Boxers von Lutz Hübner. Ein Zweipersonenstück mit Hubert Kronlachner. Regie: Sandra Löwe
- 2009: Videoclip Die Rose zum Text von Laurin Buser. Regie: Benno Hungerbühler
- 2011: Punk Rock von Simon Stephens am Jungen Theater Basel
- 2014: L’Heritage/Das Erbe von Brigitta Javurek. (Zürich/Ouagadougou)[6]
- 2016: In Formation von Guy Krneta mit Texten von Laurin Buser. Schauspielhaus Zürich. Regie: Sebastian Nübling[7]
- 2019: Der Räuber Hotzenplotz von Otfried Preußler in einer Fassung von Fatima Moumouni und Laurin Buser. Theater Basel. Regie: Antú Romero Nunes und Jörg Pohl.[8]
- 2022: BULLESTRESS von Fatima Moumouni und Laurin Buser, Schauspielhaus Zürich. Regie: Suna Gürler.[9]
- 2023: Ich chan es Zündhölzli azünde von Fatima Moumouni und Laurin Buser, Schauspielhaus Zürich. Regie: Suna Gürler.[10]

## Diskografie
EPs
- 2014: Nachtaktiv
- 2017: SCHMUCK
- 2023: BACCHUS

Singles
- 2020: Wozu
- 2020: Wo warst du
- 2021: Es hört nie auf
- 2021: Klang deines Lands
- 2021: Genau wie du
- 2021: Britney

## Auszeichnungen
- 2007: Sieger der U20-Poetry-Slam-Schweizermeisterschaft, Zürich
- 2008: Sieger der U20-Poetry-Slam-Schweizermeisterschaft, Basel
- 2008: Sieger des Jugendschreibwettbewerbs «Die Basler Eule»
- 2009: Kulturförderpreis der Alexander-Clavel-Stiftung
- 2010: Kulturförderpreis des Kantons Baselland
- 2010: Sieger der deutschsprachigen U20-Poetry-Slam-Meisterschaften, Ruhrgebiet[11]
- 2010 (jeweils für Die Rose): Basler Filmpreis; Goldmedaille der Spiezer Film- und Videotage; Unica-Medaille (3. Preis) der Zürcher Jugendfilmtage, SCOPE Subject 2010, 1. Preis
- 2017: Best Music Video beim 9. Gässli Filmfestival Basel für das Video Hot. Regie: Laurin Buser[12]
- 2019: Schweizer Meister Poetry Slam (Kategorie Team) als Team Zum Goldenen Schmied mit Fatima Moumouni[13]
- 2019: Gewinner des 1. Preises der deutschsprachigen Poetry Slam-Team-Meisterschaften in Berlin im Team Zum Goldenen Schmied (Fatima Moumouni/Laurin Buser)[14]
- 2022: Salzburger Stier[15]